# Echinotheridion andresito
Echinotheridion andresito là một loài nhện trong họ Theridiidae.
Loài này thuộc chi Echinotheridion. Echinotheridion andresito được M. J. Ramírez & José Valentín Herrera González miêu tả năm 1999.